# الميليشيات الفلسطينية في الضفة الغربية
شُكّلت مجموعة متنوعة من الميليشيات الفلسطينية المحلية في الضفة الغربية لمحاربة إسرائيل، التي تحتل المنطقة منذ حرب 1967. تولت هذه الميليشيات أدوارًا دفاعية في المقام الأول، حيث شاركت في اشتباكات مع قوات الاحتلال الإسرائيلية خلال غاراتها على الجيوب الفلسطينية في الضفة الغربية، بينما شنّت أيضًا في بعض الأحيان عمليات هجومية ضد المواقع العسكرية الإسرائيلية ونقاط التفتيش والمستوطنين.

## البنية والخصائص
في حين أن بعض الميليشيات في الضفة الغربية تعمل بشكل مستقل (مثل مجموعات عرين الأسود)، فإن الأغلبية تعمل بشكل شبه مستقل تحت إشراف المنظمات الفلسطينية المسلحة – وهي الجهاد الإسلامي، وكتائب شهداء الأقصى، وحماس. عادة، تطلق الميليشيات على نفسها اسم الكتائب أو «الألوية»، كما في حالة ألوية جنين ولواء طولكرم، والتي أطلق عليها أيضًا كتيبة جنين وكتيبة طولكرم على التوالي.
المجموعات شبه المستقلة هي «متعددة الفصائل»، ويتم تقاسمها في وقت واحد بين الفصائل الثلاثة. على سبيل المثال، بدأت ألوية جنين في البداية كفرع جنين من سرايا القدس، الجناح المسلح لحركة الجهاد الإسلامي في فلسطين، ولكنها سرعان ما تطورت لتشمل مسلحين من فصائل مختلفة؛ وكان الهدف المباشر المتمثل في الدفاع ضد غارات جيش الاحتلال الإسرائيلي له الأولوية على أي أيديولوجية. ومع ذلك، تظل حركة الجهاد الإسلامي الفصيل الأكثر شعبية في الضفة الغربية، وتفتخر بعدد أكبر من الألوية/الكتائب مقارنة بكتائب شهداء الأقصى أو حماس. أما المنظمات الفلسطينية البارزة الأخرى – الجبهة الشعبية لتحرير فلسطين، والجبهة الديمقراطية لتحرير فلسطين، ولجان المقاومة الشعبية، وحركة المجاهدين الفلسطينيين – فليس لديها فروع رسمية في الضفة الغربية، ولكنها لا تزال تنفذ بعض الهجمات في المنطقة.
إن الطبيعة «المحلية للغاية» للميليشيات في الضفة الغربية تشكل انحرافًا كبيرًا عن النموذج المركزي التقليدي للمقاومة الفلسطينية ضد إسرائيل، والذي يتكون من الأحزاب السياسية وأجنحتها المسلحة، والتي قامت بعمليات عسكرية لدعم الأهداف السياسية لأحزابها.
وتحظى الميليشيات بدعم شعبي واسع النطاق من الفلسطينيين المحليين. إنهم يمارسون سيطرة فعلية على مخيم جنين للاجئين، ومخيم طولكرم للاجئين، ومخيم نابلس للاجئين، لكنهم موجودون في جميع أنحاء الضفة الغربية.

## الخلفية والأسباب والانتشار
وفي أعقاب الانتفاضة الثانية (2000–2005) وما نتج عنها من تراجع للفصائل الفلسطينية المسلحة التقليدية تحت ضغط جهاز الأمن العام الإسرائيلي (الشاباك)، بدأت تظهر نماذج أكثر لامركزية من النضال المسلح تتضمن خلايا مسلحة صغيرة وفصائل منشقة. وبالمقارنة بالانتفاضة الثانية، فقد حدثت أعمال عنف أقل تشدداً في الضفة الغربية على مدى السنوات التالية، وتم الحد منها من قبل كل من إسرائيل والسلطة الفلسطينية المستقلة بقيادة محمود عباس.
بدأت الميليشيات المحلية الفاعلة بالظهور في المنطقة خلال عامي 2021–2022. وقد ساهم في ذلك عدة عوامل:
- إخلاءات الشيخ جراح في القدس الشرقية عام 2021 وأزمة إسرائيل وفلسطين عام 2021،[8] والغضب الشعبي إزاء تقاعس السلطة الفلسطينية خلال هذه الأحداث[1]
- بداية عملية كاسر الأمواج الإسرائيلية في مارس 2022، والتي شملت أكثر من 2000 غارة للجيش الإسرائيلي على الضفة الغربية وأسفرت عن مقتل أكثر من 200 شخص[5]
- تصاعد عنف المستوطنين الإسرائيليين[5]
- الانتخابات الإسرائيلية في نوفمبر 2022، والتي أعادت بنيامين نتنياهو إلى السلطة كرئيس وزراء إسرائيل ورئيس حكومة يمينية متطرفة (وصفت بأنها الأكثر يمينية في تاريخ إسرائيل[9][10][11][12])، والتي أشرفت على تصعيد الغارات على الضفة الغربية[5]
- استمرار السخط الجماهيري على الضعف العام وتواطؤ السلطة الفلسطينية مع الاحتلال الإسرائيلي[5][13]

ونتيجة لذلك، بدأ العديد من الشباب الفلسطينيين في الضفة الغربية في حمل السلاح، بهدف الدفاع عن مجتمعاتهم. بين عامي 2021 و2022، تم تشكيل العديد من الميليشيات الجديدة في المنطقة، بما في ذلك ألوية جنين، ولواء طولكرم، ولواء نابلس، ولواء طوباس، وكر الأسود.

## الصراع مع إسرائيل
إن القتال بين الميليشيات وقوات الاحتلال الإسرائيلية أمر متكرر، وقد تصاعد بسرعة منذ بداية حرب غزة إثر عملية طوفان الأقصى في 7 أكتوبر 2023. وحتى قبل بدء الحرب، ارتفعت وتيرة «العنف السياسي» في الضفة الغربية بنسبة 50% بين أكتوبر/تشرين الأول 2022 وسبتمبر 2023، مع معارك بارزة مثل غزو جنين في يوليو 2023.
وقد وُصفت عمليات التوغل التي يشنها جيش الاحتلال الإسرائيلي بشكل شبه يومي بأنها تحول الضفة الغربية إلى «منطقة حرب»، وتتكون من مناورات جوية وبرية ضد أهداف مسلحة، وهو ما يؤدي في كثير من الأحيان إلى ترك المدنيين محاصرين في الوسط. لكن المسلحين في الضفة الغربية يقولون إن حرب غزة لم تمنحهم سوى المزيد من الزخم والتشجيع، ولم تتمكن إسرائيل من إضعاف قدرات الميليشيات بشكل كبير. وقد وُصِف الوضع بأنه «حالة كلاسيكية من التمرد» حيث «تستغل المقاومة المحلية الراسخة معرفتها الوثيقة بجغرافية المخيم، والدعم المجتمعي القوي، والتكتيكات التكيفية لمواجهة خصم عسكري أقوى تقليديًا».
في 28 أغسطس/آب 2024، أطلقت إسرائيل «عملية المخيمات الصيفية»، وهي عملية عسكرية واسعة النطاق في الضفة الغربية ضد الميليشيات. وكانت هذه أكبر عملية عسكرية إسرائيلية في المنطقة منذ أكثر من عشرين عامًا منذ عملية الدرع الواقي في عام 2002. وأشار وزير الخارجية الإسرائيلي إسرائيل كاتس إلى العملية باعتبارها «حربًا شاملة» تركز على القضاء على «البنى التحتية الإرهابية»، متهمًا إيران بمحاولة إنشاء «جبهة إرهابية شرقية» ضد إسرائيل في الضفة الغربية من خلال تمويل وتسليح الميليشيات.
وفي وقت لاحق، في يناير/كانون الثاني 2025، شنت إسرائيل هجومًا أكبر، تحت عنوان «الجدار الحديدي» في الضفة الغربية، والذي يمثل نهجًا استراتيجيًا متميزًا وأكثر عدوانية ضد النضال الفلسطيني هناك مقارنة بالغارات الإسرائيلية السابقة.
وشن بعض المسلحين من الضفة الغربية أيضًا هجمات داخل إسرائيل.

## الصراع مع السلطة الفلسطينية
وانخرطت ميليشيات الضفة الغربية أيضًا في صراع مع السلطة الفلسطينية، التي تحكم الجيوب الفلسطينية بشكل مستقل تحت الاحتلال الإسرائيلي.
إن السلطة الفلسطينية، التي تعاني من «أزمة شرعية»، ينظر إليها على نطاق واسع باعتبارها مجرد ذراع أخرى للاحتلال الإسرائيلي من قبل معظم الفلسطينيين. إن للسلطة الفلسطينية مصلحة مشتركة مع إسرائيل في قمع التشدد، ويتجلى التعاون بين قوات الأمن التابعة للسلطة الفلسطينية وقوات الاحتلال الإسرائيلية في حقيقة أن الأولى ظلت ببساطة في ثكناتها أثناء غارات قوات الاحتلال الإسرائيلية وتدخلت بشكل نشط في دفاعات المتشددين ضد تلك الغارات.